# Krasne (Powiat Rzeszowski)
Krasne ist ein Dorf im Powiat Rzeszowski der Woiwodschaft Karpatenvorland in Polen.  Es ist Sitz der gleichnamigen Landgemeinde mit etwa 11.000 Einwohnern.

## Geographie
Der Ort liegt an der Grenze des Rzeszów-Vorgebirges (der südlichste Teil des Sandomirer Beckens) im Norden und des Dynów-Gebirges im Süden, am rechten Ufer des Wisłok, etwa 5 Kilometer östlich von Rzeszów. Nachbarorte sind die Stadt Rzeszów im Südwesten, der Gemeindesitz Łąka im Norden, Strażów im Osten sowie Malawa im Süden.

## Geschichte
Der Ort wurde im Jahr 1399 als Craszne erstmals urkundlich erwähnt, dann als Crasnopole/Krasnepole (1412), Crasnepole (1424), Kraszne (1436), Craszne (1468), Kraszna Polszka (1493), Kraszna (1500), Krassne (1589), Krasne (1646, 1794…). Der Name ist abgeleitet vom Adjektiv krasny (polnisch archaisch für rot, schön, hübsch, prächtig) und schwankte zwischen den femininen (Krasna) und neutralen (Krasne) Formen. Das Suffix -pole (wörtlich -feld) deutete im 15. Jahrhundert auf entvölkerte Wüstungen. Das einmalig erwähnte Adjektiv Polszka (1493) bedeutete polnisch, jedoch bezeichnete der NS-Historiker Kurt Lück das Dorf als zweifellos deutsche Siedlung, und zwar wegen der Erwähnungen des Nachnamens Krasnar im deutschsprachigen Schöffenbuch des Dorfs Krzemienica aus dem 15. Jahrhundert, was der polnische Forscher der Walddeutschen Wojciech Blajer kritisierte.
Die römisch-katholische Pfarrei wurde im Jahr 1412 von Małgorzata von Rzeszów und ihren Töchtern (die Adelsfamilie Rzeszowski) gestiftet.
Bei der Ersten Teilung Polens kam Krasne 1772 zum neuen Königreich Galizien und Lodomerien des habsburgischen Kaiserreichs (ab 1804). Damals entstand die entstand die neue Reichsstraße zwischen Bielitz und Lemberg, durch Krasne. Nach der Aufhebung der Patrimonialherrschaften bildete es ab 1850 eine Gemeinde im Bezirk Rzeszów.
1918, nach dem Ende des Ersten Weltkriegs und dem Zusammenbruch der k.u.k. Monarchie, kam der Ort zu Polen. Unterbrochen wurde dies nur durch die Besetzung Polens durch die Wehrmacht im Zweiten Weltkrieg.
Von 1975 bis 1998 gehörte Krasne zur Woiwodschaft Rzeszów.

## Gemeinde

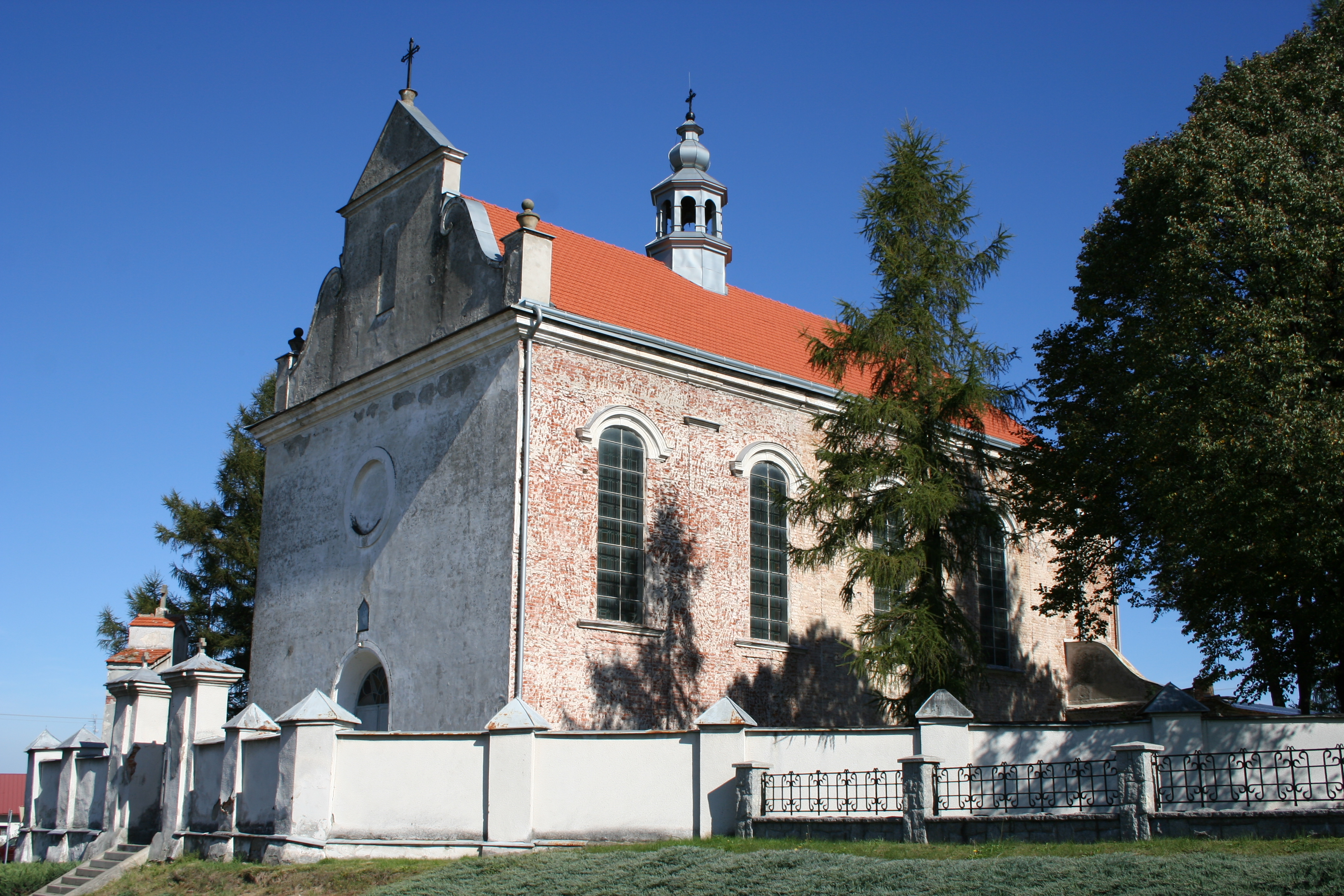
Mariä-Himmelfahrt-Kirche

Zur Landgemeinde (gmina wiejska) Krasne gehören drei weitere Dörfer mit einem Schulzenamt.

## Sehenswürdigkeiten
- Mariä-Himmelfahrt-Kirche